# 331.
◄ | 3. stoljeće | 4. stoljeće | 5. stoljeće | ►
◄ | 300-ih | 310-ih | 320-ih | 330-ih | 340-ih | 350-ih | 360-ih | ►
◄◄ | ◄ | 328. | 329. | 330. | 331. | 332. | 333. | 334. | ► | ►►
Astronomija • Književnost • Kršćanstvo

## Rođenja
- 17. studenoga – Julijan, rimski car († 363.)

## Vanjske poveznice
|  | Zajednički poslužitelj ima još gradiva o temi 331. |